# Daddala anguilinea
Daddala anguilinea là một loài bướm đêm trong họ Erebidae.